# Meistriliiga 2014
De Meistriliiga van het jaar 2014 was de 24e editie van de hoogste voetbalcompetitie van Estland. Vanwege sponsorredenen heette deze competitie officieel de A. le Coq Premium-liiga.

## Teams
Omdat FC Kuressaare tijdens het seizoen van 2013 laatste werd, zijn ze gedegradeerd naar de Esiliiga, voor hen in de plaats kwam Jõhvi FC Lokomotiv.
| Naam club      | Plaats   | Naam stadion           | Zitcapaciteit stadion |
| -------------- | -------- | ---------------------- | --------------------- |
| Flora          | Tallinn  | A. Le Coq Arena        | 9,692                 |
| FC Infonet     | Tallinn  | Sportland Arena        | 540                   |
| Kalju          | Tallinn  | Kadriorustadion        | 5000                  |
| Levadia        | Tallinn  | Kadriorustadion        | 5000                  |
| Lokomotiv      | Jõhvi    | Jõhvi Linnastaadion    | 60                    |
| Paide LM       | Paide    | ÜG Stadion             | 268                   |
| Sillamäe Kalev | Sillamäe | Sillamäe Linnastaadion | 800                   |
| Tallinna Kalev | Tallinn  | Kalevi Keskstaadion    | 11,500                |
| Tammeka        | Tartu    | Tamme staadion         | 1,750                 |
| Trans          | Narva    | Kreenholmi staadion    | 1,065                 |

## Uitslagen

### Eerste seizoenshelft
|                    | FLO | INF  | KAL | LEV | LOK | PLM | SIL | TAL | TAM | TRA |
| ------------------ | --- | ---- | --- | --- | --- | --- | --- | --- | --- | --- |
| Flora              |     | 2−3  | 1−0 | 0−0 | 3−1 | 5−0 | 1−1 | 5−1 | 3−0 | 1−0 |
| FC Infonet         | 2−3 |      | 0−0 | 0−4 | 2−0 | 1−1 | 3−3 | 6−0 | 3−0 | 4−0 |
| Kalju              | 1−1 | ?−0* |     | 0−0 | 5−1 | 3−0 | 1−0 | 2−1 | 6−0 | 2−1 |
| FC Levadia Tallinn | 1−1 | 3−0  | 1−0 |     | 6−0 | 0−1 | 2−2 | 9−0 | 2−0 | 1−0 |
| Lokomotiv          | 1−3 | 1−1  | 0−2 | 0−4 |     | 1−2 | 1−3 | 0−1 | 1−1 | 0−2 |
| Paide LM           | 1−5 | 0−1  | 0−6 | 0−2 | 3−0 |     | 0−3 | 6−2 | 0−4 | 0−0 |
| Sillamäe Kalev     | 1−2 | 3−1  | 0−3 | 0−2 | 6−1 | 3−1 |     | 6−1 | 5−0 | 1−1 |
| Tallinna Kalev     | 1−4 | 1−3  | 0−3 | 0−8 | 2−1 | 1−1 | 0−6 |     | 1−6 | 3−1 |
| Tammeka            | 1−1 | 0−4  | 0−2 | 0−7 | 1−1 | 2−4 | 0−6 | 2−0 |     | 1−1 |
| Trans              | 0−1 | 1−1  | 0−4 | 0−0 | 5−0 | 1−0 | 1−4 | 1−1 | 1−2 |     |

- De overwinning werd naderhand toegekend aan FC Infonet, aangezien Nõmme Kalju een geschorste speler had opgesteld. Oorspronkelijk eindigde de wedstrijd in 1-0.

### Tweede seizoenshelft
|                    | FLO | INF | KAL | LEV | LOK  | PLM | SIL | TAL | TAM | TRA |
| ------------------ | --- | --- | --- | --- | ---- | --- | --- | --- | --- | --- |
| Flora              |     | 2−2 | 0−2 | 1−2 | 6−2  | 3−0 | 1−0 | 2−0 | 1−0 | 6−0 |
| FC Infonet         | 1−3 |     | 1−3 | 2−0 | 10−1 | 0−0 | 0−2 | 5−0 | 3−2 | 5−2 |
| Kalju              | 1−0 | 1−1 |     | 0−1 | 9−0  | 3−1 | 0−2 | 5−0 | 3−0 | 1−0 |
| FC Levadia Tallinn | 1−1 | 2−3 | 3−2 |     | 9−0  | 4−1 | 0−3 | 5−0 | 1−0 | 7−0 |
| Lokomotiv          | 2−5 | 0−3 | 1−3 | 1−5 |      | 0−0 | 1−2 | 1−0 | 2−0 | 3−2 |
| Paide LM           | 1−2 | 0−1 | 1−1 | 0−3 | 1−0  |     | 2−3 | 4−1 | 0−1 | 1−1 |
| Sillamäe Kalev     | 3−2 | 3−0 | 2−3 | 0−1 | 2−0  | 4−0 |     | 8−0 | 1−0 | 7−1 |
| Tallinna Kalev     | 0−2 | 0−4 | 0−7 | 0−7 | 0−5  | 0−3 | 1−8 |     | 1−1 | 0−3 |
| Tammeka            | 2−4 | 1−1 | 1−0 | 0−1 | 3−3  | 0−4 | 1−4 | 2−1 |     | 2−1 |
| Trans              | 0−1 | 0−3 | 0−0 | 1−8 | 2−2  | 0−0 | 0−1 | 4−1 | 2−1 |     |

## Stand
|          | pos | club              | gs | w  | g  | v  | pnt | dv  | dt  | ds   |
| -------- | --- | ----------------- | -- | -- | -- | -- | --- | --- | --- | ---- |
| Stabiel  | 1.  | Levadia           | 36 | 26 | 6  | 4  | 84  | 112 | 19  | +93  |
| Gestegen | 2.  | Sillamäe Kalev    | 36 | 25 | 4  | 7  | 79  | 108 | 34  | +74  |
| Gedaald  | 3.  | Flora             | 36 | 24 | 7  | 5  | 79  | 88  | 36  | +42  |
| Stabiel  | 4.  | Kalju             | 36 | 24 | 6  | 6  | 78  | 85  | 19  | +66  |
| Stabiel  | 5.  | Infonet           | 36 | 19 | 9  | 8  | 66  | 80  | 44  | +36  |
| Stabiel  | 6.  | Paide LM          | 36 | 9  | 8  | 19 | 35  | 39  | 67  | -28  |
| Stabiel  | 7.  | Tammeka           | 36 | 7  | 7  | 22 | 28  | 37  | 83  | -46  |
| Stabiel  | 8.  | Trans             | 36 | 6  | 10 | 20 | 28  | 37  | 79  | -42  |
| Stabiel  | 9.  | Lokomotiv (D)*    | 36 | 4  | 6  | 26 | 18  | 35  | 115 | -80  |
| Stabiel  | 10. | Tallinna Kalev(D) | 36 | 3  | 3  | 30 | 12  | 21  | 146 | -125 |

(D) = Gedegradeerd
(D)* = Gedegradeerd na promotie-/degradatie play-offs

## Degradatie play-offs
Aan het eind van de competitie speelt de nummer negen van de Meistriliiga de degradatie play-offs tegen de nummer twee van de Esiliiga. Dit is verdeeld over twee wedstrijden.
| Datum            | Thuisteam        | Uitteam          | Uitslag | Stadion                | Plaats   |
| ---------------- | ---------------- | ---------------- | ------- | ---------------------- | -------- |
| 16 november 2014 | Viljandi Tulevik | Lokomotiv        | 0-0     | Viljandi linnastaadion | Viljandi |
| November 2014    | Lokomotiv        | Viljandi Tulevik | 1-1     | Linnastaadion          | Jõhvi    |

## Statistieken

### Topscorers
- In onderstaand overzicht zijn alleen de spelers opgenomen met tien of meer treffers achter hun naam.

| №  | Speler                | Club               | Goals | Pen. | Duels | Gem  |
| -- | --------------------- | ------------------ | ----- | ---- | ----- | ---- |
| 1  | Jevgeni Kabajev       | JK Sillamäe Kalev  | 36    | 6    | 35    | 1,03 |
| 2  | Igor Subbotin         | FC Levadia Tallinn | 32    | 2    | 33    | 0,97 |
| 3  | Elysee Kouadio        | FC Infonet         | 30    | 6    | 31    | 0,97 |
| 4  | Albert Prosa          | FC Flora Tallinn   | 22    | 0    | 33    | 0,67 |
| 5  | Hidetoshi Wakui       | JK Nõmme Kalju     | 21    | 3    | 33    | 0,64 |
| 6  | Vladislav Ivanov      | FC Levadia Tallinn | 18    | 2    | 21    | 0,90 |
| 7  | Stanislav Murikhin    | JK Sillamäe Kalev  | 15    | 0    | 30    | 0,53 |
| 8  | Rauno Alliku          | FC Flora Tallinn   | 15    | 0    | 34    | 0,44 |
| 8  | Ingemar Teever        | FC Levadia Tallinn | 15    | 0    | 34    | 0,44 |
| 10 | Tarmo Neemelo         | JK Nõmme Kalju     | 14    | 0    | 30    | 0,50 |
| 11 | Kristjan Tiirik       | JK Tammeka Tartu   | 13    | 4    | 33    | 0,39 |
| 12 | Jaroslav Kvasov       | JK Sillamäe Kalev  | 13    | 1    | 33    | 0,36 |
| 13 | Daniil Ratnikov       | JK Sillamäe Kalev  | 10    | 0    | 33    | 0,30 |
| 14 | Irakliy Logua         | FC Flora Tallinn   | 10    | 0    | 35    | 0,29 |
| 14 | Zakaria Beglarishvili | FC Flora Tallinn   | 10    | 0    | 34    | 0,29 |

### Toeschouwers
| №      | Club                | Totaal | Gem | Duels | +/–     | Record |
| ------ | ------------------- | ------ | --- | ----- | ------- | ------ |
| 1      | FC Flora Tallinn    | 13.536 | 752 | 18    | +123,6% | 2.610  |
| 2      | JK Nõmme Kalju      | 7.596  | 422 | 18    | +68,4%  | 1.341  |
| 3      | JK Tammeka Tartu    | 5.508  | 306 | 18    | –14,1%  | 854    |
| 4      | FC Levadia Tallinn  | 4.662  | 259 | 18    | –15,3%  | 204    |
| 5      | JK Sillamäe Kalev   | 3.762  | 209 | 18    | +16,5%  | 540    |
| 6      | JK Trans Narva      | 2.628  | 146 | 18    | +35,8%  | 388    |
| 7      | FC Infonet          | 2.214  | 123 | 18    | –20,8%  | 264    |
| 8      | Paide Linnameeskond | 2.178  | 121 | 18    | –30,2%  | 494    |
| 9      | Jõhvi FC Lokomotiv  | 2.106  | 117 | 18    | +81,5%  | 226    |
| 10     | JK Kalev Tallinn    | 1.674  | 93  | 18    | –36,7%  | 332    |
| Totaal | Totaal              | 45.900 | 255 | 180   | +18,7%  | 2.610  |

### Prijzen
| Maand     | Coach van de maand | Coach van de maand | Speler van de maand | Speler van de maand |
| Maand     | Coach              | Club               | Speler              | Club                |
| --------- | ------------------ | ------------------ | ------------------- | ------------------- |
| Maart     | Sergei Ratnikov    | Sillamäe Kalev     | Albert Prosa        | Flora               |
| April     | Igor Prins         | Kalju              | Mikk Reintam        | Kalju               |
| Mei       | Norbert Hurt       | Flora              | Daniil Ratnikov     | Sillamäe Kalev      |
| Juni      | Marko Kristal      | Levadia            | Lasha Omanidze      | Tallinna Kalev      |
| Juli      | Aleksandr Pushtov  | Infonet            | Karl-Eerik Luigend  | Flora               |
| Augustus  | Sergei Frantsev    | Sillamäe Kalev     | Jevgeni Kabajev     | Sillamäe Kalev      |
| September | Igor Prins         | Kalju              | Roman Smisjko       | Levadia             |
| Oktober   | Sergei Frantsev    | Sillamäe Kalev     | Manucho             | Infonet             |